# Villa Martin

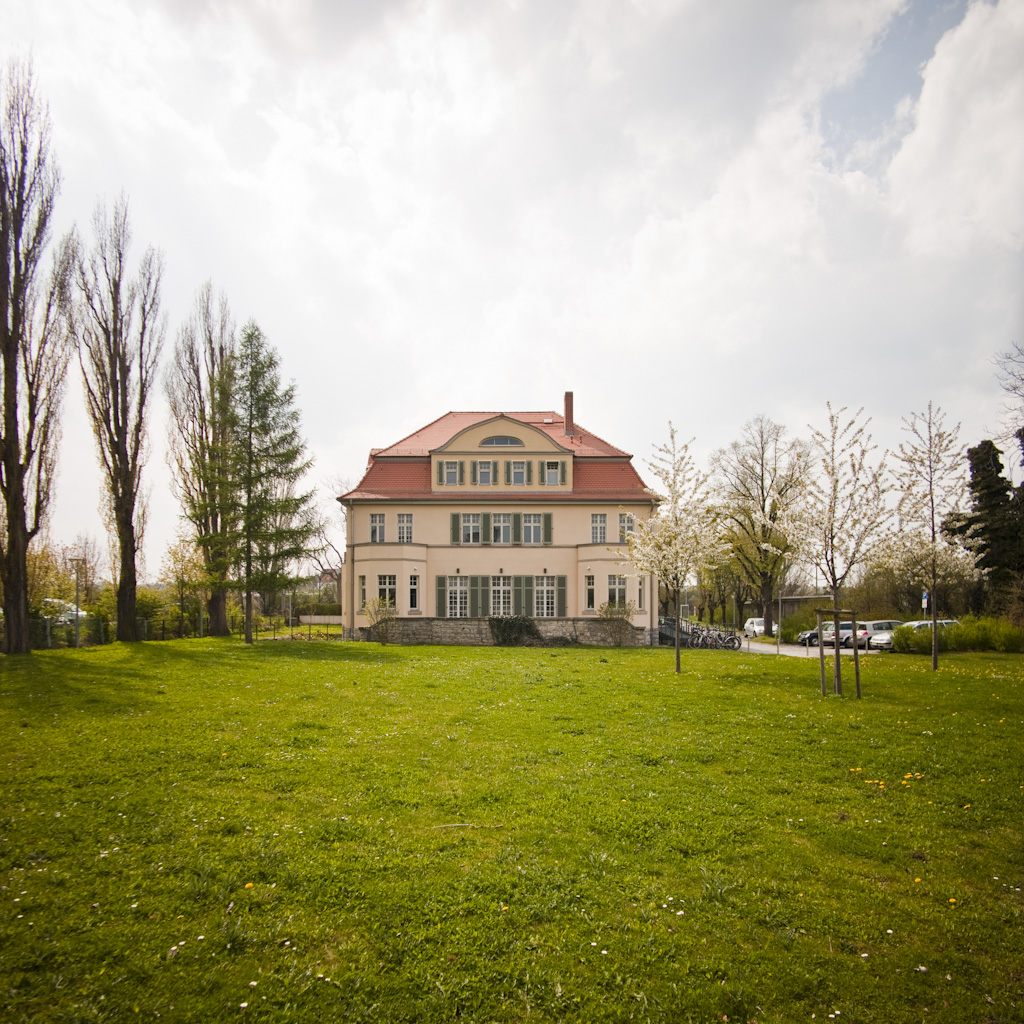
Die Villa Martin

Die Villa Martin befindet sich in der thüringischen Landeshauptstadt Erfurt auf dem Campus der ansässigen Universität.

## Geschichte
Der Samenzüchter Franz Martin ließ das Gebäude in den Jahren 1923 und 1924 vom Erfurter Architekten Erich Fabianski als Wohnsitz für seine Familie errichten. Damals stand es noch in unbebauter freier Landschaft am Rande seines Gärtnereibetriebs, dessen Ausdehnung bis zum damals eigenständigen Dorf Marbach (1950 nach Erfurt eingemeindet) reichte. Die Villa verfügt über ein Keller-, ein Erd- sowie zwei Obergeschosse und ist nach außen aus architektonischer Sicht äußerst schlicht, funktional und sachlich gehalten. Es finden sich an der Fassade nur wenige Schmuckelemente, wie beispielsweise florale Ausschmückungen im Sandsteintürbogen auf der Nordwestseite. Nach mehreren Besitzerwechseln im Laufe der Zeit erwarb Ende der 1990er Jahre die Universität das sich nicht mehr in allzu gutem baulichen Zustand befindende Gebäude mit dem Ziel, dort den Sitz der Katholisch-Theologischen Fakultät einzurichten. 
Die Restaurierung erfolgte unter der Prämisse, einen Großteil der historischen Bausubstanz in die Neuplanung zu integrieren und die Villa in ihrer Grundstruktur mit ihren Gestaltungsdetails zu erhalten. Gleichzeitig sollte eine Verbindung aller Geschosse miteinander einen reibungslosen Studienbetrieb ermöglichen. 

## Nutzung
Das Erdgeschoss als repräsentativste Etage des Hauses beherbergt heutzutage das Dekanat der Fakultät, die Büros der Professoren sowie einen Sitzungssaal. Während des Umbaus sanierte man die Stuckdecken, arbeitete die Parkettböden mit Intarsiendekorationen auf sowie restaurierte und ergänzte die alte Bibliothek. Die Wandbekleidung mit historischen Schiebetüren konnte ebenfalls erhalten werden, wohingegen einige Trennwände entfernt werden mussten. Aus dem Treppenhaus mit ovalem Windfang, Bleiglasfenstern und kassettierter Wandbekleidung führt eine kunstvoll gearbeitete, großzügige Eichenholztreppe in das erste Obergeschoss. Dort dient die ehemalige Diele nun als Kommunikationsraum, um den sich Zimmer der Professoren sowie die Räume der Mitarbeiter gruppieren. Exemplarisch ist an einigen Stellen die originale Farbigkeit der Räume wiederhergestellt worden. Sowohl das Keller- als auch das Dachgeschoss beherbergen weitere Räume für das Lehrpersonal sowie so genannte Nebenfunktionsflächen. Zu deren Erschließung neu konstruierte Treppen wurden anstelle nicht mehr benötigter Nebenräume eingebaut.
Im Dezember 2004 konnte die Sanierung der Villa Martin abgeschlossen und das Gebäude endgültig der Katholisch-Theologischen Fakultät übergeben werden. Seitdem ist die Villa – wenn auch am südlichsten Ende des Geländes gelegen – fester Bestandteil des Campusensembles der Universität Erfurt.

## Weblink
- Offizielle Internetpräsenz der Katholisch-Theologischen Fakultät der Universität Erfurt

Koordinaten: 50° 59′ 20″ N, 11° 0′ 26″ O